# Braunbrust-Bartvogel
Der Braunbrust-Bartvogel (Pogonornis melanopterus, Synonym: Lybius melanopterus) ist eine Art aus der Familie der Afrikanischen Bartvögel. Die Art kommt in Ostafrika beiderseits des Äquators vor. Es werden keine Unterarten unterschieden. Die IUCN stuft den Braunbrust-Bartvogel als nicht gefährdet (least concern) ein.

## Erscheinungsbild
Die Männchen des Braunbrust-Bartvogels haben eine Flügellänge von 8,4 bis 9,9 Zentimeter. Die Schwanzlänge beträgt 5,8 bis 6,8 Zentimeter. Die Schnabellänge beträgt zwischen 2 und 2,6 Zentimeter. Sie wiegen durchschnittlich 53 Gramm. Weibchen haben ähnliche Körpermaße. Wie bei allen Zahnbartvögeln besteht kein auffälliger Sexualdimorphismus.
Männchen und Weibchen haben einen roten Kopf. Am Hinterkopf und im Nacken ist das Rot mit Graubraun durchsetzt. Kinn und Kehle sind gleichfalls rot, hier sind die weißen Federschäfte sichtbar und bei stark abgenutzten Gefieder auch die braune Basis der Federn, so dass die Braunbrust-Bartvögel dann gefleckt wirken. Die Rückenmitte und der Bürzel sind braun und weiß, die Oberschwanzdecken sind schwarzbraun mit weißen Längsstreifen. Die Steuerfedern sind schwarz mit hornfarbenen Federschäften. Die Brust ist schwarzbraun, die untere Brust, der Bauch und die Unterschwanzdecken sind weiß. Die Flanken und Schenkel sind schwarz mit feinen weißen Federspitzen. Der Schnabel ist hornfarben und wird zur Schnabelbasis hin dunkler. Die unbefiederte Gesichtshaut ist grau, die Augen sind rotbraun bis braun. Die Füße und Beine sind grau bis schiefergrau.
Jungvögel gleichen den Adulten, haben aber insgesamt ein matteres Gefieder. Die roten Körperpartien sind weniger ausgedehnt, wodurch Jungvögel insgesamt etwas brauner wirken.
Verwechslungsmöglichkeiten bestehen mit dem Halsband-Bartvogel, der gleichfalls einen roten Kopf hat und dessen Verbreitungsgebiet sich mit dem des Braunbrust-Bartvogels überlappt. Der Halsband-Bartvogel ist jedoch etwas kleiner und hat keinen weißen Bauch, eine schwarze Brust und einen kürzeren Schwanz.

## Verbreitungsgebiet
Das Verbreitungsgebiet des Braunbrust-Bartvogels erstreckt sich vom Fluss Shabelle im Süden Somalias entlang der ostafrikanischen Küste bis nach Mosambik. In westlicher Richtung folgt seine Verbreitung dem Lauf von Flüssen, er kommt bis ins Landesinnere von Kenia, Malawi und Tansania vor. Das Verbreitungsgebiet ist disjunkt, da er vorwiegend entlang von Flussläufen vorkommt. Grundsätzlich ist der Braunbrust-Bartvogel ein eher seltener Vogel. Im Landesinneren kommt er grundsätzlich bis in Höhenlagen von 600 Metern vor. Er wird in Tansania und Malawi ausnahmsweise jedoch auch auf 1.700 Höhenmeter beobachtet.

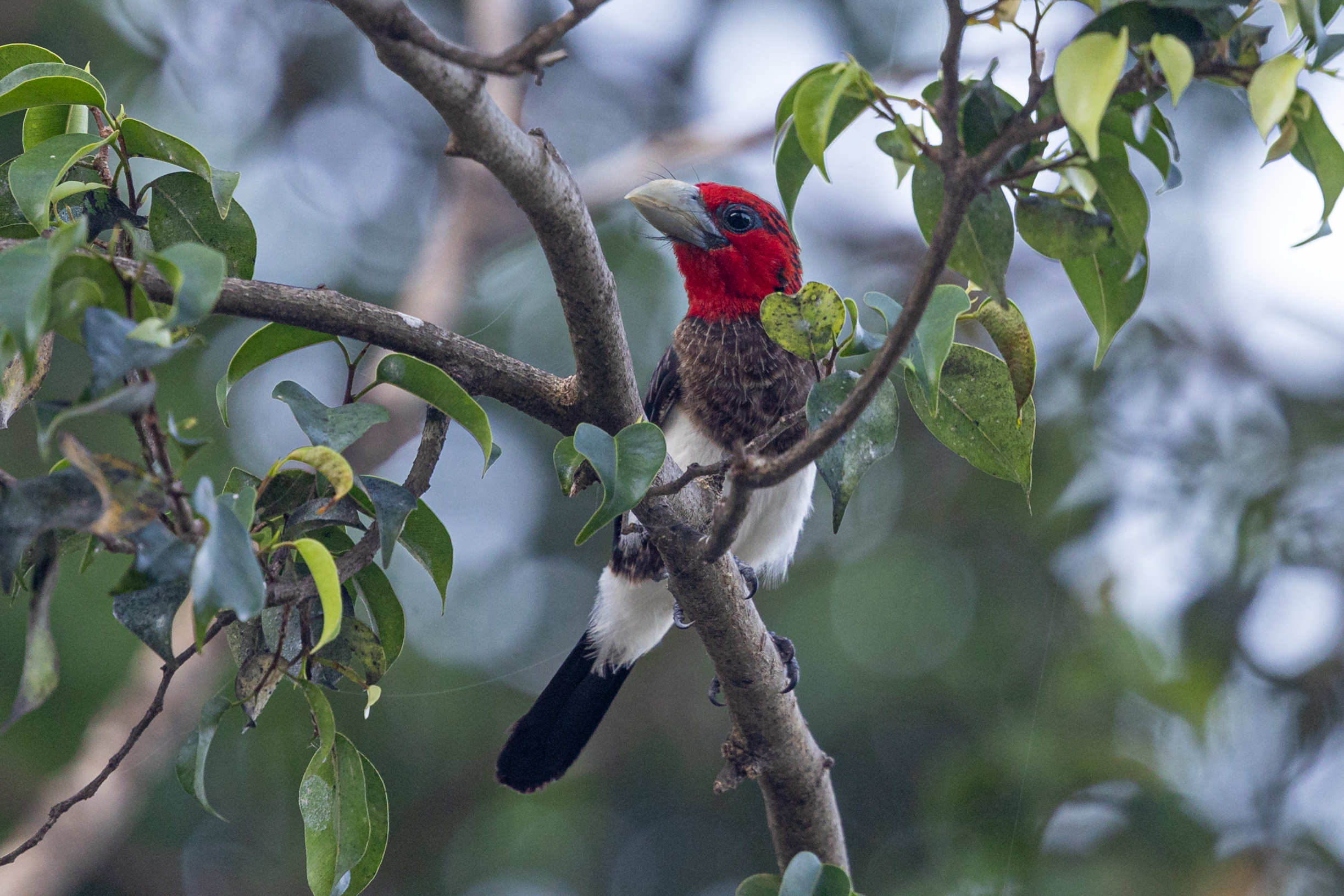
Dar es Salaam. Tanzania

## Lebensweise
Der Braunbrust-Bartvogel ist ein sozial lebender Vogel, der als Lebensraum Waldränder, Baumplantagen, große Bäume in Ortschaften sowie Wälder entlang von Flüssen besiedelt. Er ist auf eine ausreichende Dichte an fruchttragenden Bäumen in seiner Umgebung angewiesen. Die Trupps des Braunbrust-Bartvogels umfassen sechs bis sieben Individuen, dabei dürfte es sich in der Regel um Elternvögel mit ihrem ausgewachsenen, aber noch nicht verpaarten Nachwuchs handeln. Das Nahrungsspektrum umfasst Feigen und Beeren und andere Früchte. Daneben werden Insekten gefressen, die er überwiegend in der Luft fängt. Der Kleine Honiganzeiger ist mit großer Wahrscheinlichkeit ein Brutparasit des Braunbrust-Bartvogels.
Der Braunbrust-Bartvogel ist wie fast alle Bartvögel ein Höhlenbrüter. Er nutzt selbst gehackte Höhlen, die er in abgestorbene Baumstämme oder Äste zimmert. Über die Fortpflanzungsbiologie des Braunbrust-Bartvogels ist ansonsten fast nichts bekannt.

## Belege

### Weblink
- Pogonornis melanopterus in der Roten Liste gefährdeter Arten der IUCN 2013.2. Eingestellt von: BirdLife International, 2012. Abgerufen am 30. Januar 2014.